# Pierre de Coubertin
Baron Pierre de Coubertin (1. ledna 1863 Paříž – 2. září 1937 Ženeva), původním jménem Charles Pierre de Frédy byl francouzský pedagog a historik, silně ovlivněný anglosaskou kulturou, který se zasazoval zejména o zavedení sportu do francouzských škol. V této souvislosti se podílel na zrodu a rozvoji sportu ve Francii na konci devatenáctého století. Nejvíce je známý jako zakladatel moderních olympijských her.
V roce 1894 obnovil moderní olympijské hry a založil Mezinárodní olympijský výbor, jehož byl v letech 1896–1925 předsedou. V tomto období navrhl olympijské kruhy a v roce 1915 zřídil v Lausanne sídlo MOV, kde vytvořil muzeum a knihovnu. Zasadil se také o vznik zimních olympijských her, které se poprvé konaly v roce 1924 v Chamonix.
Svým zájmem o školy se dostal do konkurenčního boje se zastánci gymnastiky a tělesné výchovy, kteří měli blíže k zájmům třetí republiky. Jeho zájem o výchovné inovace zpoza kanálu La Manche znamenal, že se podílel také na rozvoji sekulárního skautingu ve Francii a hrál důležitou roli při jeho vzniku. A konečně, jeho humanismus byl zpochybňován badateli, kteří v něm spatřovali koloniálního ducha podbarveného rasismem a výraznou misogynií. Zdá se však, že nedávné studie nabízejí vyváženější pohled. Coubertin je známý také díky svému písemnému dílu, které je rozděleno mezi významné pedagogické práce, z nichž většina úzce souvisí se sportovní praxí, a historické a politické práce.

## Rodina
Rodina Fredy pochází z italského Říma. Právě na jejich panství, na místě bývalých Néronových zahrad, byla 14. ledna 1506 nalezena skupina Láokoón. Získal ji papež Julius II. udělením doživotní licence Feliciovi de Fredis na vybírání daní na římské Porta San Giovanni. Zakladatelem francouzské větve rodu Fredyů, původem z Říma, byl Alfon Fredy, uváděný před rokem 1523 jako královský právník v hofmistrovství Montfort-Lamaury. Jeho vnuk Jean Fredy (1593–1677), panoš pán s Coubertina, byl právníkem v pařížském parlamentu. Získal pozemky Coubertinů v Saint-Rémy-les Chevreuse. V roce 1629 byl nobilitován patentním listem a v roce 1683 ponechán ve šlechtickém stavu. Erb rodu Coubertinů tvoří azurový štít s devíti zlatými mušlemi a heslem Dívej se daleko, Mluv nahlas, Jednej pevně.
Baron Pierre de Coubertin byl synem Charlese Fredyho, barona de Coubertin (1822–1908), pařížského malíře, který byl za své dílo v roce 1865 vyznamenán Řádem čestné legie, a Agathe Marie–Marcelle Gigault de Crisenoy, vnučky Achille Étienna Marie Gigault de Crisenoy, dědičky zámku Mirville (Seine–Maritime) v Normandii, kde Pierre prožil své dětství.

Erb rodu Coubertinů

## Život
Narodil se 1. ledna 1863 v Paříži (v ulici Oudinot č. 20 v 7. pařížském obvodu) v aristokratické rodině jako čtvrté dítě Charlese Louise de Frédy a Agathy-Gabrielle de Mirville de Coubertin.V letech 1874–1881 byl vzděláván jezuity ve škole Saint–Ignace v ulici de Madrid, kde se zdálo že je předurčen pro povolání zbrojíře. V roce 1880 složil maturitu z literatury a v roce 1881 z přírodních věd. Vyloučil vojenskou kariéru a v roce 1882 se zapsal na École libre des science politiques, kde v roce 1885 získal bakalářský titul z práv. Byl také studentem práv na Institu catholique de Paris.
Dne 12. března 1895 se Pierre de Coubertin oženil s Mariií Rothanovou (pocházející z alsaské protestantské rodiny, která vlastnila zámek Luttenbach v údolí Munster) v katolickém kostele Saint-Pierre de Chaillot v Paříži. Na konci války, v roce 1920, byl rodinný hotel v Rue O Udinot prodán a Coubertin se natrvalo přestěhoval do Švýcarska. Nejprve v roce 1922 do Lausanne a od roku 1934 do Ženevy. Dne 2. září, kdy byl Pierre de Coubertin jmenován čestným občanem města Lausenne, zemřel na infarkt v parku de La Grange v Ženevě, na levém břehu Ženevského jezera. Jeho tělo bylo pohřbeno v Lausanne na hřbitově Bois-de-Vaux a jeho srdce je uloženo v řecké Olympii, poblíž olympijské svatyně uvnitř památníku připomínajícího obnovení olympijských her.

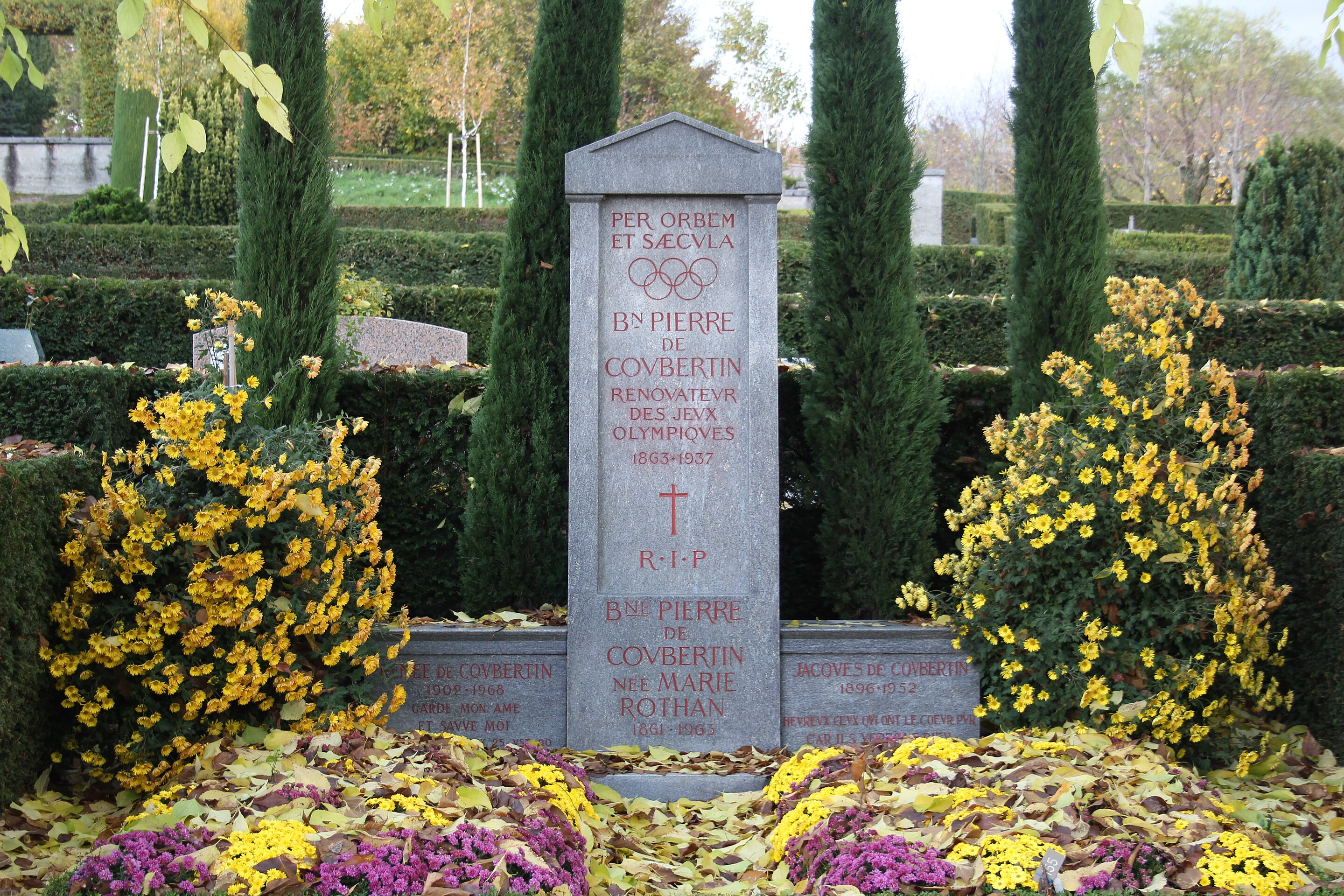
Hrob Pierra de Coubertina v Lausanne

## Kariéra
Od roku 1883 se během svých pobytů v Anglii věnoval všem anglosaským sportům (veslování, boxu, jízdě na koni a šermu), ale vynikal především ve střelbě, podobně jako Justinien Clary, první předseda Francouzského olympijského výboru (COF), a později Jean de Beaumont. Coubertin byl několikanásobným mistrem Francie ve střelbě z pistole. Zároveň po dobu tří let sledoval sociální a morální vývoj britských škol, který považoval za jednu z příčin síly tohoto národa. Po návratu do Francie se od roku 1887 věnoval zlepšování francouzského vzdělávacího systému, přičemž se inspiroval britským a americkým příkladem, zejména prací Thomase Arnolda o školním sportu a zejména ragby, pro které byl nadšen. S přáním uplatnit tento model ve Francii na rozdíl od Paschala Grousseta a Philippa Tisié, kteří upřednostňovali francouzské tělovýchovné praktiky, zahájil téhož roku kampaň na podporu školního sportu sérií knih a článků, v nichž zdůrazňoval prioritu "regenerace francouzské rasy" prostřednictvím tělesné a morální převýchovy budoucích elit země, která utrpěla porážku v roce 1870. Jako historik a myslitel v oblasti vzdělávání Coubertin romantizoval antické Řecko. Když tedy začal rozvíjet svou teorii tělesné výchovy, přirozeně si vzal za příklad athénskou myšlenku gymnázia, tréninkového zařízení, které současně podporovalo tělesný a intelektuální rozvoj. V těchto gymnáziích viděl to, co nazýval trojí jednotou mezi starými a mladými, mezi obory a mezi různými typy lidí, tedy mezi těmi, jejichž práce byla teoretická, a těmi, jejichž práce byla praktická. Coubertin se zasazoval o to, aby tyto koncepce, tato trojjedinost, byly začleněny do škol.
Ačkoli byl Coubertin jistě romantik a jeho idealizovaná vize antického Řecka ho později přivedla k myšlence obnovení olympijských her, jeho prosazování tělesné výchovy vycházelo také z praktických zájmů. Domníval se, že muži, kterým se dostalo tělesné výchovy, budou lépe připraveni na boj ve válkách a budou schopni lépe vítězit v konfliktech, jako byla prusko-francouzská válka, v níž byla Francie pokořena. Sport také považoval za demokratický v tom smyslu, že sportovní soutěže překračují třídní hranice, i když tak činí, aniž by docházelo k mísení tříd, které nepodporoval. Domníval se, že součástí výuky by měla být tělesná sportovní příprava, kterou považoval za důležitou pro správný vývoj mladých lidí. Učitelský sbor a rodiče ho však nepodpořili. Postavil se proto na stranu republiky, čímž si znepřátelil svou rodinu a roajalistický klan. V roce 1888 byl zvolen do městské rady v Mirville, aniž by kandidoval ve volbách, ale později se rozhodl, že nebude pokračovat v politické kariéře – jeho jediným zájmem se stalo učení a sport.
Bohužel pro Coubertina jeho snahy o větší zapojení tělesné výchovy do francouzských škol ztroskotaly. Neúspěch této snahy však těsně následoval rozvoj nové myšlenky, oživení antických olympijských her, vytvoření mezinárodního festivalu atletiky.

Byl rozhodčím historicky prvního finále francouzského mistrovství v ragby 20. března 1892 mezi Racing Club de France a Stade Français.

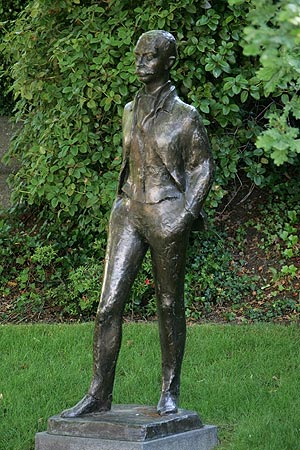
Socha v Lausanne

## Francouzský sport
Aby obhájil své pedagogické přesvědčení vytvořil Pierre de Coubertin 1. ledna 1888 Výbor pro propagaci tělesných cvičení ve školství, jemuž předsedal Jules Simon, bývalý ministr veřejného školství, bývalý předseda Rady a člen Francouzské akademie. Po určitou dobu se tento výbor věnoval organizování her ve škole Monge, ale Coubertin se toho vzdal. Připojil se k vedení Union des Societés francaises des Sports Athlétiques (USFSA), která byla založena 20. listopadu 1887. Zasloužil se zejména o rozvoj školního sportu. Na podporu svého přesvědčení Coubertin založil v roce 1890 časopis Revue athlétiques a Pole Les sports athlétiques, než oba tyto tituly sloučil.
Obracel se na všechny lidi dobré vůle, především na abbého Didona, s nímž se poprvé setkal 2. ledna 1891, kdy po dvou letech, kdy byl generálním tajemníkem USFSA, oslovil pařížské školy s žádostí nabídky o vstup do jeho organizace. Vypůjčil si olympijské heslo CITIUS, ALTIUS, FORTIUS, oficiálně vyhlášené na kongresu v roce 1894. Toto heslo popisovalo vzdělávací cestu střední školy Albert-le-Grand d'Arcueil, jejímž byl abbé Didon rektorem: rychlejší(sportovně), silnější(intelektuálně a duševně), vyšší(duchovně). To je v souladu s jeho vlastním pocitem, že "sport a olympismus by měly být doménou úsilí a osvobození od excesů". Posledních šest řádků Coubertinových olympijských pamětí to jednoznačně potvrzuje.

## Oživení olympijských her
Rostoucí mezinárodní zájem o starověké olympijské hry, podporovaný tehdejšími archeologickými nálezy v Olympii, jej přiměl k vytvoření plánu na oživení her, zakázaných v roce 394 n. l.
Na Coubertinovy myšlenky o vzdělávání měl významný vliv Thomas Arnold, ředitel školy v Rugby, ale do jisté míry jeho myšlení o atletických soutěžích ovlivnila i setkání s Williamem Penny Brookesem. Brookes, vystudovaný lékař, věřil, že nejlepším způsobem prevence nemocí je tělesné cvičení. V roce 1850 inicioval na Gaskellově rekreačním hřišti v Much Wenlocku v hrabství Shropshire místní atletické soutěže, které označoval jako "Setkání olympijské třídy" spolu s liverpoolským atletickým klubem, který začal v 60. letech 19. století pořádat vlastní olympijský festival, vytvořil Brookes Národní olympijskou asociaci, jejímž cílem bylo podporovat takové místní soutěže ve městech po celé Británii. Tyto snahy byly britským sportovním establishmentem do značné míry ignorovány. Brookes také udržoval komunikaci s vládou a sportovními příznivci v Řecku a usiloval o obnovení olympijských her na mezinárodní úrovni pod záštitou řecké vlády. Tamní filantropičtí bratranci Evangelos a Konstantinos Zappasovi využili svého bohatství k financování olympijských her v rámci Řecka a zaplatili obnovu stadionu Panathinaiko, který byl později využit během letních olympijských her v roce 1896. Brookesovy snahy o podporu internacionalizace těchto her vyšly naprázdno ještě za jeho života před jeho smrtí v roce 1895. Brookes však v roce 1866 uspořádal národní olympijské hry v Londýně v Crystal Palace a jednalo se o první olympijské hry připomínající olympiádu, které se konaly mimo Řecko, ale zatímco jiní vytvořili olympijské soutěže v rámci svých zemí a nadhodili myšlenku mezinárodní soutěže, byl to Coubertin, jehož práce vedla k založení Mezinárodního olympijského výboru a uspořádání prvních novodobých olympijských her.
V roce 1888 Coubertin založil Comité pour la Propagation des Exercises Physiques, známější jako Comité Jules Simon. První Coubertinova zmínka o moderním pojetí olympijských her tuto myšlenku kritizuje. Myšlenka obnovit olympijské hry jako mezinárodní soutěž se Coubertinovi zrodila v roce 1889, zřejmě nezávisle na Brookesovi, a následujících pět let strávil organizováním mezinárodního setkání sportovců a sportovních nadšenců, které by ji mohlo uskutečnit. V reakci na novinovou výzvu napsal Brookes v roce 1890 Coubertinovi a oba si začali vyměňovat dopisy o vzdělávání a sportu. V roce 1890 se Coubertin obrátil na Brookese s prosbou o pomoc. Ačkoli byl Brookes již příliš starý na to, aby se kongresu v roce 1894 zúčastnil, nadále podporoval Coubertinovo úsilí, především tím, že využil svých kontaktů s řeckou vládou a usiloval o její podporu v tomto úsilí. Zatímco Brookesův přínos k obnovení olympijských her byl v Británii v té době uznáván, Coubertin ve svých pozdějších spisech roli Angličana v jejich rozvoji většinou opomíjel. Zmínil se sice o roli Evangelise Zappase a jeho bratrance Konstantinose Zappase, ale rozlišoval mezi jejich založením atletických olympijských her a svou vlastní rolí při vytváření mezinárodní soutěže. Coubertin však společně s A. Brookesem a jeho bratrancem Konstantinosem Zappasem v roce 1928 založili olympijské hry v Řecku. S A. Mercatisem, Konstantinosovým blízkým přítelem, vybídli řeckou vládu, aby využila část Konstantinosova odkazu k financování olympijských her v Aténách v roce 1896, a to samostatně a vedle odkazu Evangelise Zappase, jehož byl Konstantinos vykonavatelem. Kromě toho řecká vláda vyzvala George Averoffa, aby financoval druhou rekonstrukci stadionu Panathinaiko, kterou již před čtyřiceti lety plně financoval Evangelis Zappas.
Coubertinova propagace her se soustředila na řadu ideálů o sportu. Věřil, že rané antické olympijské hry podporovaly spíše soutěž amatérských než profesionálních sportovců, a v tom viděl hodnotu. Starověká praxe posvátného příměří "Ekecheria" spojená s hrami by mohla mít moderní důsledky a dávat olympijským hrám roli při podpoře míru. Tuto roli podle Coubertina posilovala tendence atletických soutěží podporovat porozumění mezi kulturami, a tím snižovat nebezpečí války. Kromě toho považoval hry za důležité při prosazování svého filozofického ideálu pro atletické soutěže: že samotná soutěž, boj o překonání soupeře, je důležitější než vítězství:
L'important dans la vie ce n'est point le triomphe, mais le combat, l'essentiel ce n'est pas d'avoir vaincu mais de s'être bien battu.
Důležité v životě není triumf, ale boj, podstatné není zvítězit, ale dobře bojovat.
Coubertin se připravoval na svůj kongres a pokračoval v rozvíjení filozofie olympijských her. Ačkoli měl jistě v úmyslu, aby hry byly fórem pro soutěžení amatérských sportovců, jeho pojetí amatérismu bylo složité. V roce 1894, kdy se kongres konal, veřejně kritizoval typ amatérské soutěže, který byl obsažen v anglických veslařských soutěžích, a tvrdil, že její specifické vyloučení sportovců z dělnické třídy je nesprávné. Ačkoli se domníval, že sportovci by neměli být placeni za to, aby jimi byli, myslel si, že kompenzace je v pořádku za dobu, kdy sportovci soutěží a jinak by vydělávali peníze. Po stanovení definice amatérského sportovce na kongresu v roce 1894 se nadále zasazoval o to, aby tato definice byla podle potřeby upravována, a ještě v roce 1909 tvrdil, že olympijské hnutí by mělo svou definici amatérismu postupně rozvíjet.
Současně s rozvojem olympijské filozofie Coubertin investoval čas do vytvoření a rozvoje národního sdružení pro koordinaci atletiky ve Francii, Union des Sociétés Françaises de Sports Athlétiques (USFSA). V roce 1889 se francouzské atletické spolky poprvé sdružily a Coubertin založil měsíčník La Revue Athletique, první francouzské periodikum věnované výhradně atletice a vycházející po vzoru anglického časopisu The Athlete založeného kolem roku 1862. Sdružení tvořilo sedm sportovních spolků s přibližně 800 členy, do roku 1892 se rozšířilo na 62 spolků se 7 000 členy.
V listopadu téhož roku na výročním zasedání USFSA Coubertin poprvé veřejně navrhl obnovení olympijských her. Jeho projev se setkal s všeobecným potleskem, ale jen s malým nasazením pro olympijský ideál, který prosazoval, možná proto, že sportovní svazy a jejich členové měli tendenci soustředit se na svou vlastní oblast a měli malou identitu sportovců v obecném smyslu.
Tento neuspokojivý výsledek byl předehrou k řadě problémů, kterým měl čelit při organizaci své mezinárodní konference. Aby získal pro konferenci podporu, začal zlehčovat její roli při oživení olympijských her a místo toho ji propagoval jako konferenci o amatérismu ve sportu, který podle jeho názoru pomalu nahlodávají sázky a sponzoring. To později vedlo k domněnkám, že účastníci byli k účasti přesvědčeni pod falešnou záminkou. Ti, s nimiž hovořil během cest do Spojených států v roce 1893 a do Londýna v roce 1894, projevili jen malý zájem a pokus o zapojení Němců rozzlobil francouzské gymnasty, kteří si pozvání Němců vůbec nepřáli. Navzdory těmto problémům USFSA pokračovala v plánování her a ve svém prvním programu zasedání přijala osm článků k projednání, z nichž pouze jeden se týkal olympijských her. V pozdějším programu měly olympijské hry hrát na setkání mnohem významnější roli[33].
Poprvé s návrhem vystoupil 25. listopadu 1892 na jubilejním zasedání Unie francouzských společností atletických sportů v amfiteátru pařížské Sorbonny.Ohlasu se nedočkal.
Aby svůj plán zpopularizoval, zorganizoval 16.–25. června 1894 mezinárodní Kongres pro obnovení olympijských her v Sorbonně v Paříži. Zúčastnilo se jej 79 delegátů ze 49 svazů a klubů zastupujících 12 zemí. Češi zde nebyli. Po příjezdu na místo účastníci rozdělili kongres do dvou komisí, jedné pro amatérismus a druhé pro oživení olympijských her. Na tomto kongresu navrhl znovu zavést olympijské hry. Kongres dne 20. června s návrhem souhlasil a 23. června odsouhlasil složení řídícího orgánu – Mezinárodního olympijského výboru (MOV). Vedením komise pro olympijské hry byl pověřen řecký účastník Demetrios Vikelas, který se později stal prvním prezidentem Mezinárodního olympijského výboru. Coubertin se stal jeho generálním tajemníkem (v letech 1894–1896). Spolu s Coubertinem se na vedení úsilí komise podíleli C. Herbert z britské Amatérské atletické asociace a W. M. Sloane ze Spojených států. Ve své zprávě komise navrhla, aby se olympijské hry konaly každé čtyři roky a aby program her zahrnoval spíše moderní než antické sporty. Stanovili také datum a místo konání prvních moderních olympijských her, letních olympijských her v roce 1896 v řeckých Aténách, a druhých, letních olympijských her v roce 1900 v Paříži. Coubertin byl původně proti výběru Řecka, protože měl obavy, zda oslabený řecký stát bude schopen soutěže uspořádat, ale Vikelas ho přesvědčil, aby myšlenku podpořil. Návrhy komise byly kongresem jednomyslně přijaty a moderní olympijské hnutí se oficiálně zrodilo.
Návrhy druhé komise, týkající se amatérismu, byly spornější, ale i tato komise stanovila důležité precedenty pro olympijské hry, konkrétně používání rozjížděk pro zúžení počtu účastníků a zákaz peněžních odměn ve většině soutěží.
Po kongresu se zde vytvořené instituce začaly formalizovat do Mezinárodního olympijského výboru (MOV), jehož prvním předsedou se stal Demetrios Vikelas. Práce MOV se stále více soustřeďovala na plánování aténských her v roce 1896 a de Coubertin hrál vedlejší roli, protože řecké úřady se ujaly vedení při logistické organizaci her v samotném Řecku a nabízel technické rady, například náčrt návrhu velodromu, který se měl používat při cyklistických soutěžích. Ujal se také vedení při plánování programu soutěží, ačkoli k jeho zklamání nebylo v roce 1896 zařazeno pólo, fotbal ani box.
Řecký organizační výbor byl informován, že se přihlásila čtyři zahraniční fotbalová mužstva, žádné z nich se však v Aténách neobjevilo, a přestože Řecko fotbalový turnaj připravovalo, byl v průběhu her zrušen.
Řecké úřady byly také rozladěny tím, že nemohl poskytnout přesný odhad počtu účastníků více než rok předem. Ve Francii se Coubertinova snaha vyvolat zájem o hry mezi sportovci a tiskem setkala s potížemi, zejména proto, že účast německých sportovců rozzlobila francouzské nacionalisty, kteří Německu záviděli jeho vítězství v prusko-francouzské válce. Německo také hrozilo, že se her nezúčastní poté, co se rozšířily zvěsti, že Coubertin přísahal, že Německo na hry nepustí, ale po dopise císaři, který toto obvinění popřel, se Německý národní olympijský výbor rozhodl, že se her zúčastní.
Sám Coubertin byl frustrován Řeky, kteří ho při plánování stále více ignorovali a kteří chtěli i nadále pořádat hry v Aténách každé čtyři roky, což bylo v rozporu s de Coubertinovým přáním. Konflikt se vyřešil poté, co navrhl řeckému králi, aby mezi olympiádami uspořádal celogelské hry, což byl nápad, který král přijal, ačkoli Coubertin i po dosažení kompromisu obdržel několik rozzlobených dopisů a král se o něm během banketu pořádaného na počest zahraničních sportovců během her v roce 1896 vůbec nezmínil.
První olympiáda byla velmi úspěšná. Coubertin převzal předsednictví MOV, když Demetrios Vikelas odstoupil po olympijských hrách ve své zemi. Navzdory počátečnímu úspěchu nastaly olympijskému hnutí těžké časy, neboť hry v roce 1900 (v de Coubertinově vlastní Paříži) i v roce 1904 byly zastíněny světovými výstavami ve stejných městech a dostalo se jim jen malé pozornosti.
Navíc pařížské hry pořádal organizační výbor Všeobecné výstavy, který nesouhlasil s Coubertinovými myšlenkami a následně ho propustil, ani se jim v té době neříkalo olympijské hry, zatímco hry v Saint Louis v roce 1904 byly převážně americké.

## Olympijské kongresy
Coubertin přikládal velký význam olympijským kongresům, které měly být nejvyšším orgánem mezinárodního olympijského hnutí a které měly přinášet základní rozhodnutí. V prvním dvacetiletí se jich také konalo šest, za Copubertinova života devět a teprve počátkem sedmdesátých let 20. století, po nástupu lorda Killanina do čela MOV, se znovu obnovila tradice jejich pořádání. Dosud se konalo celkem 13 olympijských kongresů, ten poslední v roce 2009 v Dánsku, jehož hlavním tématem byla úloha olympijského hnutí ve společnosti a digitální revoluce.
Předsedou MOV byl 29 let, v letech 1896 až 1925. Vytvořil olympijský protokol, ceremoniály zahájení i zakončení her a je i autorem první olympijské vlajky, symbolu a hesla. Vše bylo předvedeno na kongresu MOV roku 1914 v Paříži.
Tento trend se podařilo zvrátit čtvrtými hrami v roce 1908 a Olympijské hry se staly nejdůležitější sportovní událostí. Pro hry v roce 1912 vytvořil zcela nový sport – moderní pětiboj a po hrách v roce 1924 v Paříži odstoupil z vedení MOV. Třetím předsedou MOV se stal Belgičan Henri de Baillet-Latour.

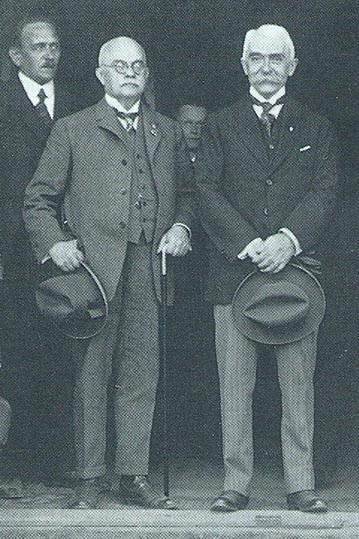
Pierre de Coubertin a Jiří Stanislav Guth-Jarkovský

Když v roce 1894 zakládal Coubertin Mezinárodní olympijský výbor, jmenoval mezi prvních 12 členů svého přítele Gutha-Jarkovského. „Chtěl tam mít také nějakého Čecha, ale neznal nikoho jiného než mě,“ říkával Guth, který 18. května 1899 v pražské restauraci U Černého koně založil Český olympijský výbor a stanul v jeho čele.
Guth se osvědčil jako skvělý diplomat, když prosadil národní, nikoli státní zastoupení v olympijském hnutí. Otevřel tak dveře k samostatné účasti českých sportovců na olympijských hrách. Stál v čele Českého a Československého olympijského výboru, zakládal Českou amatérskou atletickou unii, pracoval jako ceremoniář prezidenta T. G. Masaryka, předsedal Klubu českých turistů. Olympijské ideály ho provázely celý život.
Jiří Stanislav Guth-Jarkovský byl pověřen funkcí generálního sekretáře MOV a později člena exekutivy, a dále zorganizováním VIII. mezinárodního olympijského kongresu. Konal se v Praze v květnu 1925 a přijal řadu zásadních rozhodnutí pro budoucnost olympijského hnutí a olympijských her, z nichž nejvýznamnější bylo odstoupení Pierre de Coubertina z funkce předsedy MOV a schválení zimních olympijských her. Kongres zvýšil zájem vedoucích funkcionářů československých sportovních svazů o účast na řízení ČSOV. V následujícím desetiletí se dokonce několikrát rozpoutal boj o kompetence při přípravě a zajišťování účasti na olympijských hrách či o podobu stanov a o organizaci sportu vůbec. Snaha Gutha a Rösslera učinit z ČSOV ústředí všeho československého sportu narazila jednak na přísně politické rozčlenění tělovýchovných spolků, jednak na rostoucí ambice sportovních svazů.

## Předseda Mezinárodního olympijského výboru
Letní olympijské hry v roce 1906 oživily dynamiku a olympijské hry začaly být považovány za nejvýznamnější sportovní soutěž na světě. Coubertin vytvořil moderní pětiboj pro olympijské hry v roce 1912 a následně odstoupil z funkce předsedy MOV po olympijských hrách v Paříži v roce 1924, které se ukázaly být mnohem úspěšnější než první pokus v tomto městě v roce 1900. V roce 1925 ho ve funkci prezidenta vystřídal Belgičan Henri de Baillet-Latour.
O několik let později se Coubertin vrátil z důchodu, aby svou prestiž propůjčil Berlínu, který se zasloužil o pořádání her v roce 1936. Německo ho za to navrhlo na Nobelovu cenu míru. V roce 1935 se však laureátem stal protinacistický Carl von Ossietzky.

## Osobní olympijský úspěch

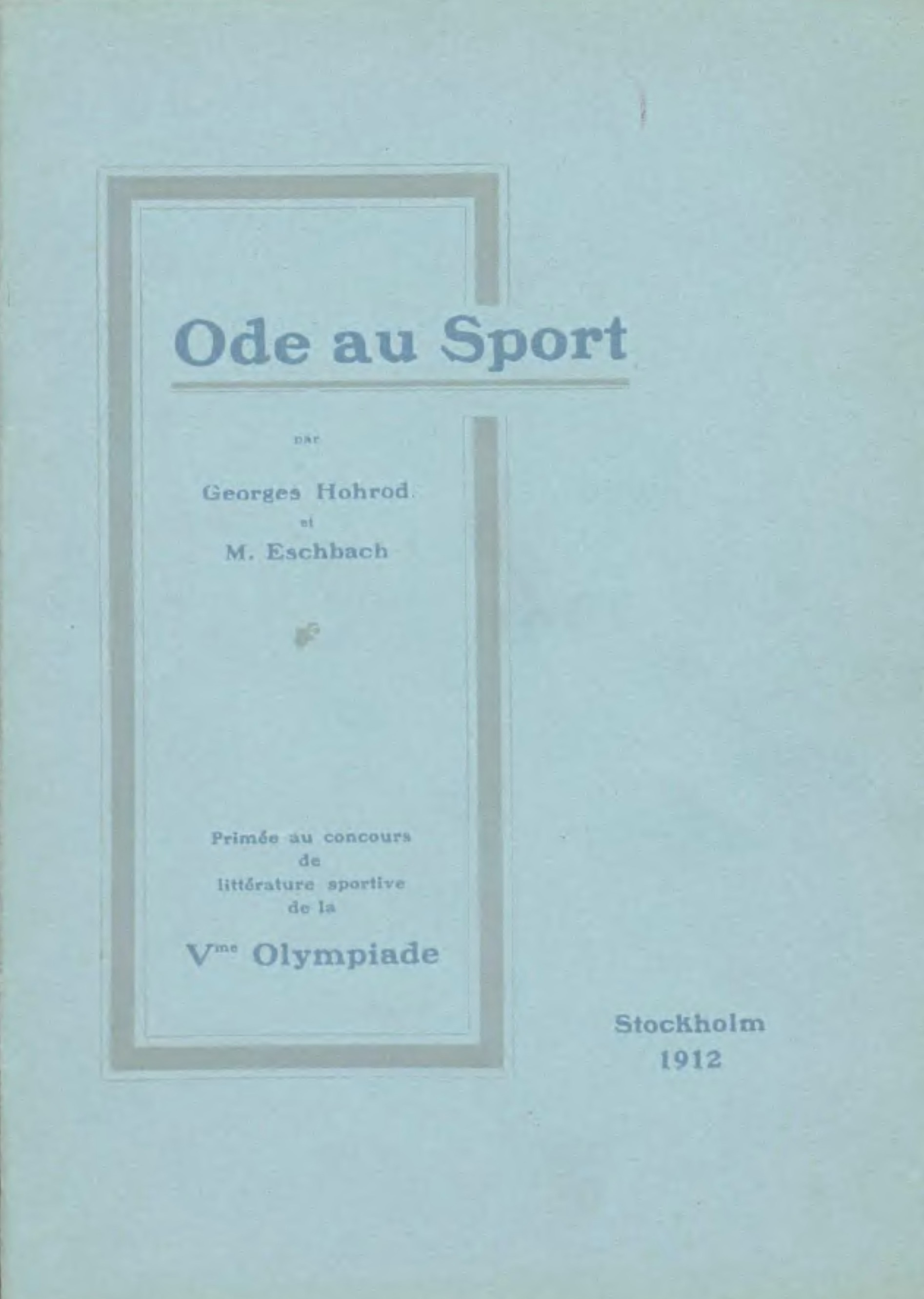
Coubertinova báseň Óda na sport

Coubertin získal zlatou medaili za literaturu na letních olympijských hrách v roce 1912 za svou báseň Óda na sport. Coubertin svou báseň "Óda na sport" zapsal pod pseudonymem Georges Hohrod a M. Eschbach, což byla jména vesnic poblíž rodiště jeho manželky.

## Les débrouillards
V návaznosti na myšlenky Francisca Amorose vyvinul de Coubertin nový typ užitkového sportu: V roce 1900 se objevil nový sportovní program: "les débrouillards" ("vynalézaví muži").
První sezóna débrouillards byla uspořádána v letech 1905/1906 a program byl široký: běh, skoky, házení, šplh, plavání, šerm, box, střelba, chůze, jízda na koni, veslování, jízda na kole. (zdroj: archiv FFEPGV)

## Skauting
V roce 1911 založil Pierre de Coubertin ve Francii mezináboženskou skautskou organizaci Éclaireurs Français (EF), která se později sloučila do Éclaireuses et Éclaireurs de France

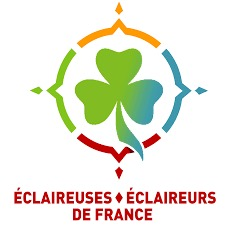
Symbol francouzských skautů

## Pozdější život
Pierre byl posledním nositelem svého rodového jména. Podle slov jeho životopisce Johna MacAloona "byl Pierre de Coubertin posledním členem svého rodu, jehož sláva ho přežila".

## Kritika
Řada vědců Coubertinův odkaz kritizovala. David C. Young se domnívá, že Coubertinovo tvrzení, že starověcí olympijští sportovci byli amatéry, bylo nesprávné. Tato otázka je předmětem vědeckých debat. Young a další tvrdí, že sportovci starověkých her byli profesionálové, zatímco odpůrci v čele s Pleketem tvrdí, že první olympijští sportovci byli ve skutečnosti amatéři a že hry se profesionalizovaly až po roce 480 př. n. l. Coubertin s tímto druhým názorem souhlasil a viděl v této profesionalizaci podkopávání morálky soutěží.
Young dále tvrdí, že snaha omezit mezinárodní soutěže na amatérské sportovce, které se Coubertin účastnil, byla ve skutečnosti součástí snahy poskytnout vyšším třídám větší kontrolu nad atletickými soutěžemi a zbavit této kontroly pracující třídy. Coubertin možná hrál v takovém hnutí určitou roli, ale jeho obhájci tvrdí, že tak činil nevědomky, aniž by si byl vědom jakýchkoli třídních důsledků.
Je však zřejmé, že jeho romantizovaná vize antických olympijských her se zásadně lišila od té, kterou popisují historické záznamy. Například Coubertinova myšlenka, že účast je důležitější než vítězství ("L'important c'est de participer"), je v rozporu s ideály Řeků.
Coubertinovo tvrzení, že hry byly podnětem k míru, bylo také přehnané; mír, o němž mluvil, existoval pouze proto, aby sportovci mohli bezpečně cestovat do Olympie, a nezabránil vypuknutí válek ani neukončil ty probíhající.
Vědci kritizovali myšlenku, že by atletické soutěže mohly vést k většímu porozumění mezi kulturami, a tedy k míru. Christopher Hill tvrdí, že moderní účastníci olympijského hnutí mohou hájit právě toto přesvědčení, "v podobném duchu, v jakém se anglikánská církev nadále drží devětatřiceti článků náboženství, které musí kněz v této církvi podepsat". Jinými slovy, že v ně nemusí zcela věřit, ale drží se jich z historických důvodů.
Byly také vzneseny otázky ohledně pravdivosti Coubertinova vyprávění o jeho roli při plánování aténských her v roce 1896. Coubertin se údajně na plánování podílel jen málo, a to i přes prosby Vikelase. Young naznačuje, že historka o tom, že Coubertin načrtl velodrom, nebyla pravdivá a že ve skutečnosti poskytl rozhovor, v němž naznačil, že si nepřeje účast Němců. Coubertin to později popře.
Coubertin se také vyslovil proti ženským sportům a Světovým hrám žen: "Nepraktická, nezajímavá, neestetická, a nebojíme se dodat: nesprávná, taková by podle našeho názoru byla tato ženská poloolympiáda"

## Odkaz Pierra de Coubertina
Tradiční olympijské motto Citius, Altius, Fortius (Rychleji, výše, silněji) navrhl Coubertin v roce 1894 a oficiální bylo od roku 1924 až do roku 2021, kdy bylo změněno na současné Citius, Altius, Fortius - Communiter (Rychleji, výše, silněji - společně). Tradiční motto vymyslel Coubertinův přítel Henri Didon OP pro pařížské setkání mládeže v roce 1891.

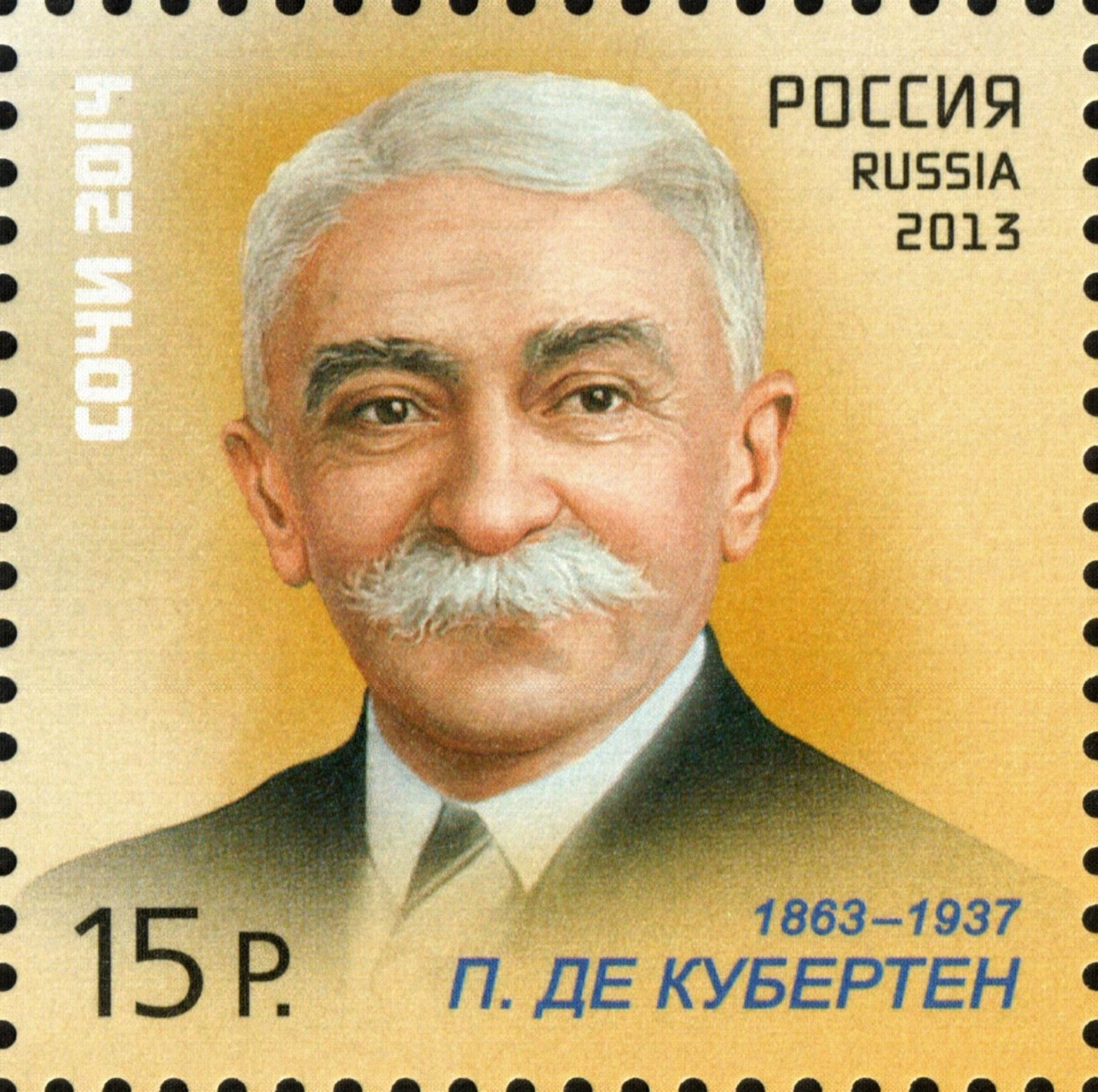
Ruská známka z roku 2013 vydaná k OH v Soči 2014

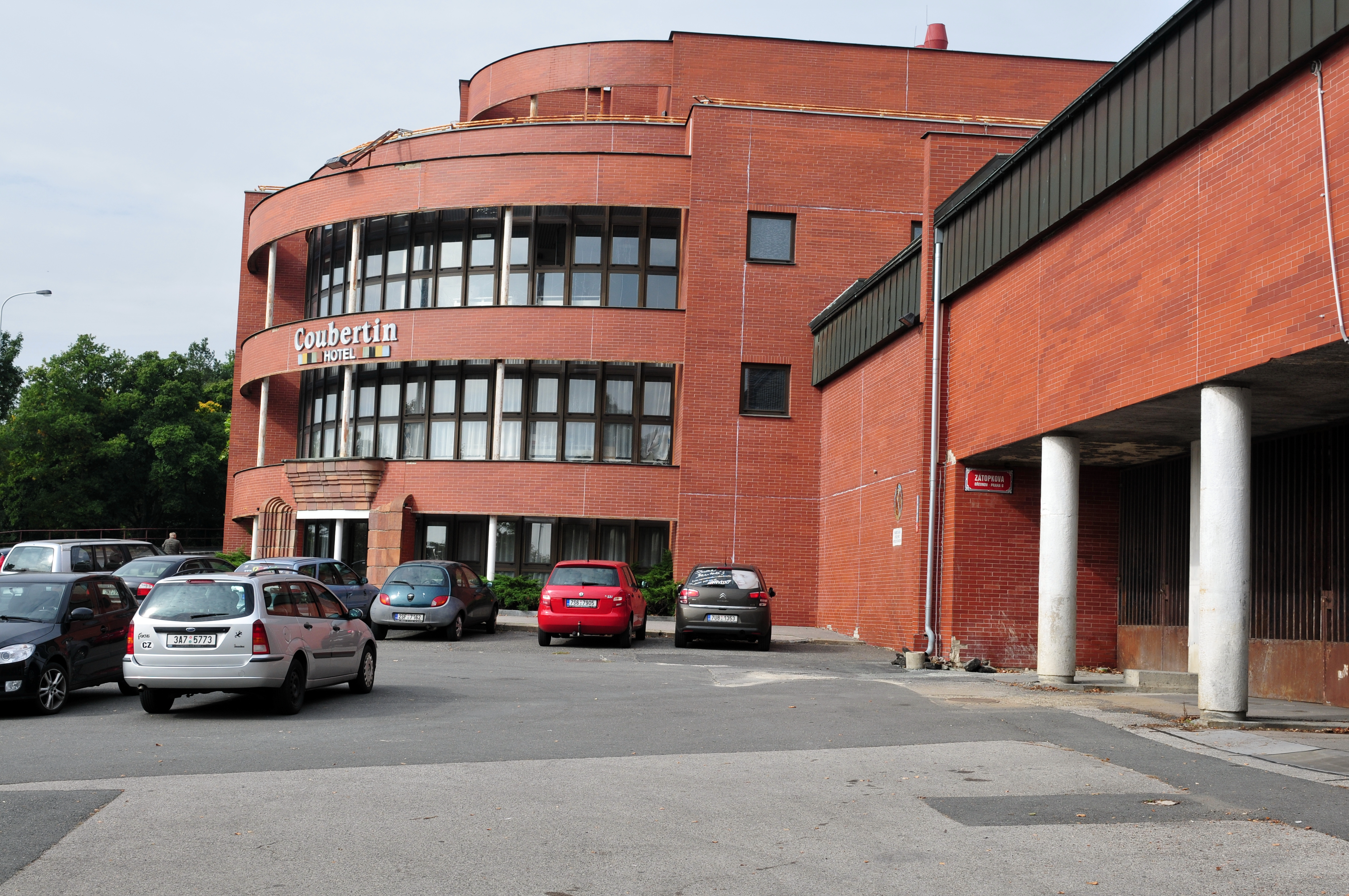
Hotel Coubertin v areálu strahovského stadionu, Praha

Medaile Pierra de Coubertina (známá také jako Coubertinova medaile nebo medaile Opravdový sportovní duch) je ocenění udělované Mezinárodním olympijským výborem těm sportovcům, kteří na olympijských hrách prokazují sportovního ducha. Tato medaile je mnoha sportovci i diváky považována za nejvyšší ocenění, které může olympijský sportovec obdržet, dokonce vyšší než zlatá medaile. Mezinárodní olympijský výbor ji považuje za své nejvyšší vyznamenání.
Menší planeta 2190 Coubertin byla objevena v roce 1976 sovětským astronomem Nikolajem Stěpanovičem Černychem a je pojmenována na jeho počest.
Po Pierru de Coubertinovi byla pojmenována ulice, na které se nachází olympijský stadion v Montrealu (kde se konaly letní olympijské hry v roce 1976), a stadion tak dostal adresu 4549 Pierre de Coubertin Avenue. Je to jediný olympijský stadion na světě, který leží na ulici pojmenované po Coubertinovi. Po Pierru de Coubertinovi jsou v Montrealu pojmenovány také dvě školy.
V minisérii NBC z roku 1984 První olympijské hry ho ztvárnil Louis Jourdan.
V roce 2007 byl za své zásluhy o ragby uveden do Světové ragbyové síně slávy.
V Praze se nachází Hotel Coubertin v areálu strahovského stadionu.